# Sorghum brachypodum
Sorghum brachypodum är en gräsart som beskrevs av Michael Lazarides. Sorghum brachypodum ingår i släktet durror, och familjen gräs. Inga underarter finns listade i Catalogue of Life.